# Eckington (Worcestershire)
Eckington – wieś w Anglii, w hrabstwie Worcestershire, w dystrykcie Wychavon. Leży 16 km na południowy wschód od miasta Worcester i 151 km na północny zachód od Londynu. Miejscowość liczy 1202 mieszkańców.